# Antonieta Rivas Mercado
Antonieta Valeria Rivas Mercado Castellanos (Ciudad de México, 28 de abril de 1900-París, 11 de febrero de 1931), conocida como Antonieta Rivas Mercado, fue una escritora y activista mexicana. Es considerada como una de las promotoras culturales más trascendentes del siglo XX.

## Biografía y carrera

### Primeros años
Nació en la Ciudad de México el 28 de abril de 1900, en la casa de sus padres en la calle de Héroes 45 en la colonia Guerrero. Su nombre completo era Antonieta Valeria Rivas Castellanos y fue la segunda hija del arquitecto Antonio Rivas Mercado y Matilde Cristina Castellanos Haff. Desde muy pequeña Antonieta recibió la mejor educación para una mujer en esa época y practicó la danza. A los ocho años viajó a Francia con su padre y tuvo la oportunidad de dedicarse de forma profesional al ballet en la Ópera de París, pero su padre rehusó puesto que no quería dejar a su hija sola en París. Antonieta aprendió a hablar inglés, francés, alemán, italiano y griego. 
Siendo una niña, estalló la Revolución Mexicana y tuvo que enfrentar la dura situación de quedarse a cargo de la casa de su familia ya que su madre había partido a Europa para seguir a un amante.
Antonieta fundó el Teatro Ulises y formó el patronato para la Orquesta Sinfónica de México bajo la dirección de Carlos Chávez.

### Matrimonio y divorcio
El 27 de julio de 1918, a los dieciocho años, se casó con Albert Edward Blair (1890), un inglés que desde los 10 años residía en los Estados Unidos. Blair tenía inclinaciones conservadoras y participó en la Revolución Mexicana pues era amigo de los Madero. El 9 de septiembre de 1919 nació el hijo de ambos, Donald Antonio. A fines de 1921, el matrimonio vivió en un Rancho de los Madero en San Pedro de las Colonias, Coahuila en donde Antonieta llevaba una vida campestre. El matrimonio no funcionaba, por lo que Antonieta regresó a su casa paterna en donde aún vivían sus hermanos Amelia y Mario. En un principio, su marido la buscó pero posteriormente se separaron ya que Albert participaba en la vida política y desaprobaba la amistad de Antonieta con Diego Rivera, pintor mexicano muy conocido de inclinaciones nacionalistas y socialistas. De octubre de 1923 a julio de 1926, Antonieta y su hijo viajaron a Europa invitados por su padre Antonio Rivas Mercado. A su regreso, se iniciaron los problemas por la separación matrimonial, ya que Antonieta tuvo que luchar por la custodia de su hijo, lo cual la desgastó enormemente. 
Antonieta tuvo un papel destacado en la candidatura presidencial de José Vasconcelos Calderón, de quien fue amante a lo largo de los años 1928 y 1929. Al ser derrotado Vasconcelos (por un escandaloso fraude electoral en su contra), Rivas Mercado se exilió sucesivamente en la ciudad de Nueva York y en París, en donde trabajó como escritora y periodista.

## Muerte

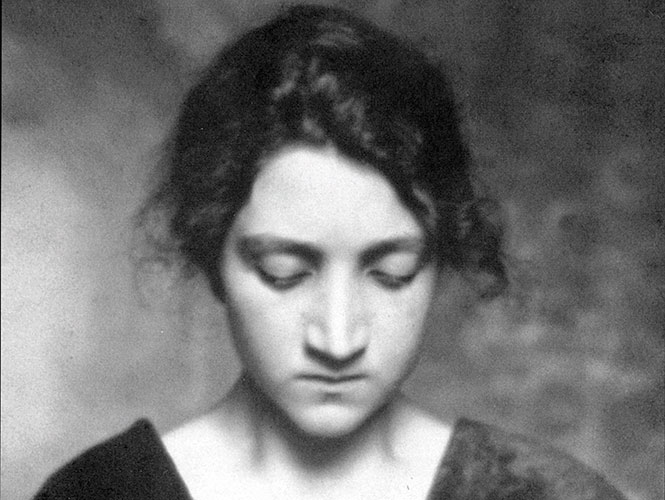
Rivas Mercado, c. 1929.

El 11 de febrero de 1931, Antonieta se suicidó dentro de la Catedral de Notre Dame, disparándose a sí misma con la pistola que Vasconcelos siempre llevaba consigo. Lo anterior se debió a los continuos fracasos que acumulaba en su vida, tanto amorosos como políticos. Su cuerpo fue enterrado en una fosa común del cementerio del Père Lachaise, por lo que la localización final exacta de sus restos es desconocida.